# ABB Technikerschule
Die ABB Technikerschule ist eine Höhere Fachschule für Technik, Informatik, Wirtschaft und Management. Sie hat Standorte in Baden und in Sursee.

## Geschichte
Im Jahr 1957 gründete die Brown, Boveri & Cie.
(BBC) eine eigene Konstrukteurschule, um ihren Bedarf an Fachkräften zu decken. Die Ausbildung war berufsbegleitend und umfasste 1000 Lektionen, verteilt auf zweieinhalb Jahre. Kurz nach der Gründung zog die Konstrukteurschule ins Gemeinschaftshaus Martinsberg.
1971 wurde das Ausbildungskonzept umkonstruiert, die Schule nannte sich fortan BBC Technikerschule. Damit gehörte sie zu den ersten Technikerschulen der Deutschschweiz. Die Weiterbildung dauerte drei Jahre. Die Technikerschule öffnete sich 1972 auch für Nicht-BBC-Angestellte.
Im Jahr 1973 wurde die Schule und ihre Abschlüsse vom Kanton Aargau anerkannt. 1983 wurde die ABB Technikerschule auch durch den Bund anerkannt, die Absolventen durften sich fortan Techniker TS nennen. Im Jahr 1992 wurde die Schule selbständig und wird seither von einem Trägerverein getragen. Im Jahr 2002 begann der erste Nachdiplomstudiengang.
Seit 1994 befindet sich die ABB Technikerschule an der Fabrikstrasse 1 (Bau 1) und an der Wiesenstrasse 26 (Bau 2).
Die offizielle Anschrift lautet: ABB Technikerschule, Wiesenstrasse 26, 5400 Baden

## Ausbildungskonzept
Der Fokus der ABB Technikerschule liegt auf der praxisorientierten Aus- und Weiterbildung in der höheren Berufsbildung. Die Studiengänge richten sich an Erwachsene, die eine berufsbegleitende Weiterbildung absolvieren möchten.

## Organisation
Die ABB Technikerschule ist als gemeinnütziger Verein organisiert. Sie befindet sich in Trägerschaft von derzeit 70 Unternehmen, welche die Generalversammlung darstellen. Diese stimmt auf Mitgliederversammlungen über die Besetzung des Schulrats und der Schulleitung ab. Der Schulrat übernimmt die Funktion des Vorstands. Er gibt die Ausrichtung des Vereins und der Schule vor. Die Schulleitung besteht aus dem Rektor und dem Prorektor und hat die Aufgabe, die vorgegebene Strategie umzusetzen. Die Schule ist jedoch nicht nur den Mitarbeitenden der beteiligten Unternehmen zugänglich, die Bildungsgänge stehen allen offen. Die ABB Technikerschule unterhält Kooperationen mit zahlreichen Verbänden, Bildungsorganisationen und anderen Bildungsinstituten in der Schweiz.

## Studiengänge
Dipl. Techniker HF
- Unternehmensprozesse Vertiefungsrichtung Betriebstechnik[7]
- Unternehmensprozesse Vertiefungsrichtung Logistik[8]
- Elektrotechnik Vertiefungsrichtung Energietechnik[9]
- Energie und Umwelt[10]
- Maschinenbau Vertiefungsrichtung Konstruktionstechnik[11]
- Informatik[12]
- Systemtechnik[13]
- Systemtechnik Schwerpunkt Gebäudeautomatik[14]

Dipl. Business Engineer NDS HF
- Nachdiplomstudium «Executive in Business Engineering»[15]

Dipl. IT-Manager NDS HF
- Nachdiplomstudium HF «IT-Management»

Dipl. Elektro-Sicherheitsexperte NDS HF
- Nachdiplomstudium HF «Elektro-Sicherheitsexperte»

Dipl. Software Engineer NDS HF
- Nachdiplomstudium HF «Software Engineering»

Dipl. Leiter des Technischen Kundendienstes/Service
- Vorbereitungslehrgang auf die Höhere Fachprüfung HFP